# Anizogamie

Anizogamie (heterogamie) - este înmulțirea sexuată prin copulația a doi gameți diferiți
ca mărime și formă. Anizogamia este o treaptă mai înaltă de dezvoltare filogenetică și se întîlnește 
începînd de la alge pînă la plante superioare inclusiv angiospermele. În mod normal gametul femel este 
mai mare, iar cel mascul mai mic înzestrat cu flageli. La alga brună Cutleria multifida, gameții bărbătești 
sunt numeroși, mici, prevăzuți cu doi flageli, gameții femeiești sunt mai puțin numeroși, mai mari și sunt puțin 
mobili.